# Berliner Fußballmeisterschaft 1926/27
Die Berliner Fußballmeisterschaft 1926/27 war die sechzehnte unter dem Verband Brandenburgischer Ballspielvereine (VBB) ausgetragene Berliner Fußballmeisterschaft. Die Meisterschaft wurde in dieser Saison in zwei Gruppen zu mit zehn (Gruppe B), bzw. elf (Gruppe A) Mannschaften im Rundenturnier mit Hin- und Rückspiel ausgetragen. Die beiden Gruppensieger spielten dann im Finale um die Berliner Fußballmeisterschaft. Am Ende konnte Hertha BSC das Finale gegen den BSC Kickers 1900 gewinnen und wurde zum sechsten Mal Berliner Fußballmeister. Mit diesem Sieg qualifizierte sich der Verein für die deutsche Fußballmeisterschaft 1926/27. Wie schon im letzten Jahr, erreichten auch dieses Jahr die Herthaner das Finale um die deutsche Fußballmeisterschaft, nachdem im Achtelfinale erneut der VfB Königsberg, im Viertelfinale Holstein Kiel und im Halbfinale der Vorjahresmeister SpVgg Fürth geschlagen wurde. Das Finale ging jedoch mit 0:2 gegen den 1. FC Nürnberg verloren.
Der BFC Kickers 1900 war als Berliner Vizemeister ebenfalls für die deutsche Fußballmeisterschaft qualifiziert. Nach einem 5:4-Sieg in der Verlängerung gegen die Duisburger SpV erreichten die Kickers das Viertelfinale, welches deutlich mit 0:9 gegen SpVgg Fürth verloren ging.

## Gruppe A
| Pl. | Verein                        | Sp. | S  | U | N  | Tore    | Quote | Punkte |
| --- | ----------------------------- | --- | -- | - | -- | ------- | ----- | ------ |
| 1.  | Hertha BSC (M)                | 20  | 17 | 2 | 1  | 103:200 | 5,15  | 36:40  |
| 2.  | Berliner Tennis-Club Borussia | 19  | 15 | 1 | 3  | 082:170 | 4,82  | 31:70  |
| 3.  | Minerva 93 Berlin (N)         | 20  | 12 | 2 | 6  | 055:510 | 1,08  | 26:14  |
| 4.  | SC Wacker Tegel               | 20  | 9  | 4 | 7  | 050:610 | 0,82  | 22:18  |
| 5.  | BFC Alemannia 90              | 19  | 8  | 3 | 8  | 050:520 | 0,96  | 19:19  |
| 6.  | BFC Preußen                   | 20  | 8  | 3 | 9  | 055:600 | 0,92  | 19:21  |
| 7.  | Vorwärts 90 Berlin            | 20  | 8  | 2 | 10 | 044:410 | 1,07  | 18:22  |
| 8.  | BTuFC Union 1892              | 20  | 6  | 4 | 10 | 052:560 | 0,93  | 16:24  |
| 9.  | SC Tasmania Neukölln          | 20  | 6  | 3 | 11 | 031:550 | 0,56  | 15:25  |
| 10. | BFC Meteor 06                 | 20  | 3  | 4 | 13 | 034:860 | 0,40  | 10:30  |
| 11. | BFC Wedding (N)               | 20  | 3  | 0 | 17 | 040:970 | 0,41  | 06:34  |

| (M) | Titelverteidiger |
| (N) | Aufsteiger       |

## Gruppe B
| Pl. | Verein                      | Sp. | S  | U | N  | Tore    | Quote | Punkte |
| --- | --------------------------- | --- | -- | - | -- | ------- | ----- | ------ |
| 1.  | BFC Kickers 1900            | 18  | 13 | 1 | 4  | 044:320 | 1,38  | 27:90  |
| 2.  | SV Norden-Nordwest          | 18  | 10 | 2 | 6  | 055:330 | 1,67  | 22:14  |
| 3.  | BTuFC Viktoria 1889 (N) (P) | 18  | 9  | 3 | 6  | 059:400 | 1,48  | 21:15  |
| 4.  | SC Union Oberschöneweide    | 18  | 9  | 2 | 7  | 044:300 | 1,47  | 20:16  |
| 5.  | Spandauer SV                | 18  | 9  | 2 | 7  | 047:360 | 1,31  | 20:16  |
| 6.  | Berliner SV 1892            | 18  | 9  | 1 | 8  | 044:380 | 1,16  | 19:17  |
| 7.  | Potsdamer FC Union          | 18  | 8  | 2 | 8  | 037:320 | 1,16  | 18:18  |
| 8.  | 1. FC Neukölln              | 18  | 6  | 3 | 9  | 029:450 | 0,64  | 15:21  |
| 9.  | Polizei SV Berlin (N)       | 18  | 4  | 4 | 10 | 025:590 | 0,42  | 12:24  |
| 10. | SC Charlottenburg           | 18  | 2  | 2 | 14 | 027:660 | 0,41  | 06:30  |

| (P) | Berliner Pokalsieger 1927 |
| (N) | Aufsteiger                |

## Finale Berliner Fußballmeisterschaft
|                                      | Gesamt |                                     | Hinspiel | Rückspiel |
| ------------------------------------ | ------ | ----------------------------------- | -------- | --------- |
| BFC Kickers (Gruppensieger Gruppe B) | 3:10   | Hertha BSC (Gruppensieger Gruppe A) | 1:4      | 2:6       |